# Raymond I van Bigorre
Raymond I Dat van Bigorre (overleden rond 956) was in de 10e eeuw graaf van Bigorre. Hij behoorde tot het huis Bigorre.

## Levensloop
Zijn vader was vermoedelijk Dat Donatus, zoon van Donatus Lupus, de eerste graaf van Bigorre. Raymonds moeder was Lopa, een buitenechtelijke dochter van koning Sancho I van Navarra en een dienster. Raymond I was in de 10e eeuw graaf van Bigorre en bleef dit tot aan zijn dood in 956.
Volgens de Codex van Roda huwde hij met Gersende, dochter van graaf Arnold I van Astarac. Andere bronnen zeggen dan weer dat zijn echtgenote Faquilène heette, een dochter van graaf Arnold I van Astarac was en weduwe van Auréolus, heer van Aure, was. Vermoed wordt dat Gersende en Faquilène een en dezelfde persoon waren.
Uit zijn huwelijk werden minstens twee kinderen geboren:
- Lodewijk (overleden in 1000), graaf van Bigorre
- Arnold, vader van Garcia Arnold, graaf van Bigorre, en misschien van Gersende, echtgenote van graaf Bernard Rogier van Foix.